# Травяная западёнка
«Травяная западёнка» — советский мультипликационный фильм, выпущенный Свердловской киностудией в 1982 году. Режиссёр Валерий Фомин создал мультфильм по одноимённому сказу Павла Петровича Бажова.
Мультфильм выполнен в технике перекладки — рисованно-кукольные образы зафиксированы на плёнке методом покадровой съёмки. Для режиссёра важной составляющей фильма был звук — мультфильм делался как музыкальный, а на озвучку был приглашён Народный артист СССР Анатолий Папанов.
С 1982 по 1991 годы в СССР мультфильм показывали по Центральному телевидению Гостелерадио СССР.

## Создатели
| режиссёр               | Валерий Фомин |
| сценарист              | Валерий Савчук |
| художники-постановщики | Николай Фролов, Валерий Фомин |
| художники              | И. Бабушкина, И. Морозова, Елена Тедер, Галина Васильева, Ирина Климова, Л. Романова |
| оператор               | Николай Грибков |
| композитор             | А. Коробова |
| звукооператоры         | Валерий Суслов, Борис Фильчиков |
| редактор               | И. Дуйкова |
| роли озвучивали        | Олег Николаевский (в титрах не указан) — сказитель Анатолий Папанов — приказчик Яков (вокал) Т. Полипчук — вокал В. Ларин — Евлаха, некоторые мужские роли (вокал) И. Тименкова — вокал |
| монтажёр               | Р. Шамрай |
| директор               | Валентина Хижнякова |

## Мультфильмы по сказам Павла Бажова
В честь 100-летия Павла Петровича Бажова на Свердловской киностудии разными режиссёрами были сняты мультипликационные экранизации его сказов, в том числе и этот мультфильм:
- «Синюшкин колодец» (1973 год)
- «Медной горы хозяйка» (1975 год)
- «Малахитовая шкатулка» (1976 год)
- «Каменный цветок» (1977 год)
- «Подарёнка» (1978 год)
- «Золотой волос» (1979 год)
- «Травяная западёнка» (1982 год)

## Отзыв критика
Особым спросом пользовались лишь анимационные версии бажовских сказок, наивные и поучительные детские истории.
— Лариса Малюкова «СВЕРХкино» с.122

Достаточно вольная экранизация в жанре комедийного мюзикла. Используются дискретное и «гостинговое» движение с наплывами для лирических или фантастических сцен.— Томилов Ю.В. - Фольклорные традиции Свердловской школы анимации // Вестник ВГИК, Том 13, № 1, 2021

## Издание на видео
В 2000-е годы мультфильм выпущен на DVD изданием «Твик Лирек» в сборнике мультфильмов «Сказки Бажова» («Медной горы хозяйка», «Каменный цветок», «Малахитовая шкатулка», «Подарёнка», «Синюшкин колодец», «Травяная западёнка»).
В 2007 году мультфильм снова выпущен на DVD изданием «Крупный План» в сборнике мультфильмов «Про Веру и Анфису» («Про Веру и Анфису», «Вера и Анфиса тушат пожар», «Вера и Анфиса на уроке в школе», «Бурёнушка», «Сказка про Комара Комаровича», «Синюшкин колодец», «Травяная западёнка», «Пингвинёнок», «По щучьему велению» (1984)).